# سونجونگ، امپراتور کره
پادشاه سونجونگ (انگلیسی: Sunjong of Korea) (زاده ۲۵ مارس ۱۸۷۴ - درگذشته ۲۴ آوریل ۱۹۲۶)  با نام شخصی یی چوک، بیست و هفتمین پادشاه چوسان و دومین امپراتور کره و همزمان آخرین پادشاه هر دو سلسله بوده است.

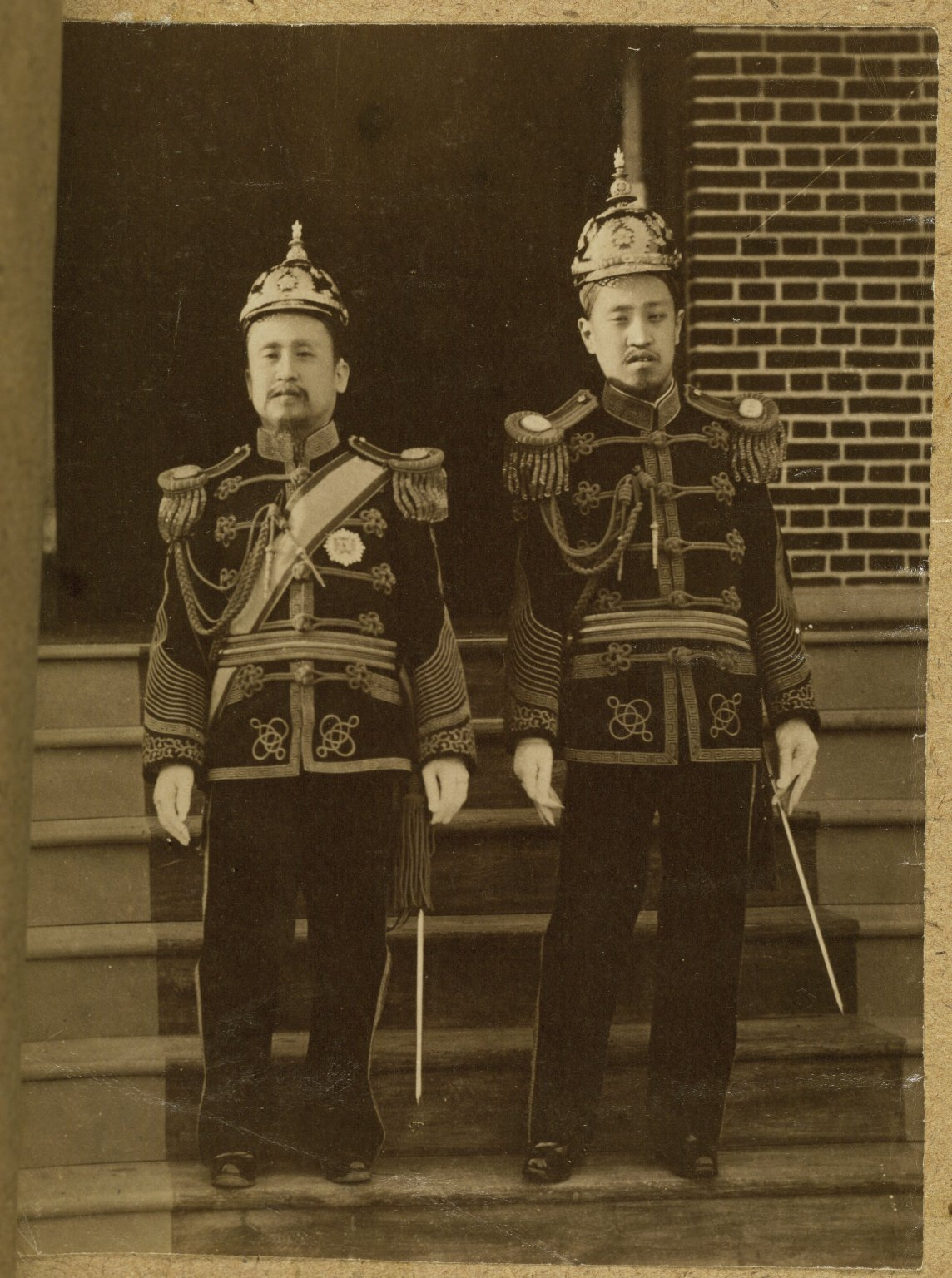
امپراتور گوجونگ (سمت چپ) و پسر و وارثش (پادشاه آینده) سونجونگ با لباس تشریفاتی کامل هان بزرگ.

پادشاه سونجونگ با نام کوچک ولیعهد یونگ هویی بیست و هفتمین و آخرین شاه چوسان جدید و همچنین دومین و آخرین امپراتور امپراتوری کره بود که بین سالهای ۱۹۰۷ تا ۱۹۱۰ به مدت سه سال حکومت کرد. بعد از او سلسله چوسان پس از ۵۱۸ سال سلطنت نابود شد و امپراتوری ژاپن با انتصاب فرماندار کل اداره کره را به دست گرفت.

## زندگی‌نامه

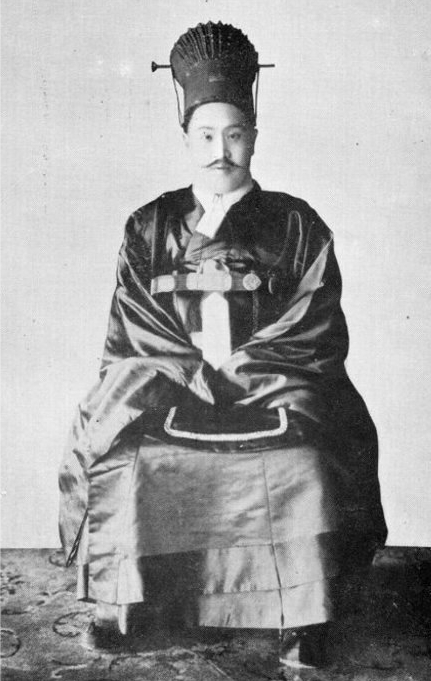
پرتره سونجونگ امپراتور کره

### ولیعهد کره
سونجونگ دومین پسر امپراتور گوجونگ و امپراتریس میونگ‌سونگ بود. در سال ۱۸۷۶ هنگامی که دو ساله شد، سونجونگ به عنوان ولیعهد چوسان معرفی شد. در سال ۱۸۸۲، او با دختری از قبیله یوهونگ مین ازدواج کرد که بعدها امپراتریس سون‌میونگ‌هیو (کره‌ای: 순명효황후; هانجا: 純明孝皇后) شد. امپراتریس سون‌میونگ‌هیو بعداً در سن ۳۱ سالگی در ۵ نوامبر ۱۹۰۴ به دلیل افسردگی شدید، پس از تلاش برای محافظت از مادرشوهرش (ملکه میونگ سونگ، همچنین یکی از اعضای قبیله یوهونگ مین) در برابر ترور او توسط ارتش ژاپن در ۸ اکتبر ۱۸۹۶، درگذشت.
هنگامی که پدرش امپراتوری کره را در سال ۱۸۹۷ اعلام کرد، سونجونگ در ۱۲ اکتبر ۱۸۹۷ به عنوان ولیعهد امپراتوری کره منصوب شد. در ۲۹ ژوئن ۱۸۹۸، او به عنوان فیلد مارشال ارتش امپراتوری کره منصوب شد. سونجونگ ۳ سال بعد دوباره با دختر یون تاک یونگ، یون‌جونگ سون از قبیله هاپیونگ یون که ۲۰ سال از او کوچکتر بود، در ۱۱ دسامبر ۱۹۰۶ ازدواج کرد و همسرش عنوان همسر شاهزاده ولیعهد یون (بعدها ملکه سونجونگ) را دریافت کرد.

## مرگ و حوادث بعد مرگ او
در ۲۴ آوریل ۱۹۲۶ میلادی سانجونگ از دنیا رفت و در شهر نامیانگ کره جنوبی دفن شد. مراسم خاکسپاری او در سراسر کشور برگزار شد و مردم در طی این مراسمات با سر دادن شعارهای ضد ژاپنی باعث شورش و کشتارهای زیادی در کشور شدند.

## خانواده
- پدر: گوجونگ کره (고종)
- مادر: امپراتریس میونگ‌سونگ (명성황후 민씨, ۱۸۵۱–۱۸۹۵)
- همسرها:

1. امپراتریس سون‌میونگ‌هیو (순명황후 민씨, ۱۸۷۲–۱۹۰۴) – born to Min Tae-ho, leader of the Yeoheung Min clan; relative of Empress Myeongseong. She died before her husband was enthroned.
2. امپراتریس سونجونگ (순정황후 윤씨, ۱۸۹۴–۱۹۶۶) – daughter of Marquis Yun Taek-yeong.